# Aulonocara trematocephalum
Aulonocara trematocephalum är en fiskart som först beskrevs av Boulenger, 1901.  Aulonocara trematocephalum ingår i släktet Aulonocara och familjen Cichlidae. IUCN kategoriserar arten globalt som otillräckligt studerad. Inga underarter finns listade.